# Olivier Barma
 (mars 2023).
Si vous disposez d'ouvrages ou d'articles de référence ou si vous connaissez des sites web de qualité traitant du thème abordé ici, merci de compléter l'article en donnant les références utiles à sa vérifiabilité et en les liant à la section « Notes et références ».
Olivier Barma, né le 3 juin 1969 à Boulogne-Billancourt, est un réalisateur français.

## Biographie
Il obtient son diplôme d'HEC en 1992. Il travaille comme chef de publicité au sein de l'agence Grey Advertising à Paris. Il commence sa carrière comme assistant réalisateur en 1994 auprès de réalisateurs tels que Philippe Triboit, Élie Chouraqui, Nina Companeez, entre autres. En 2000, il fait sa première réalisation avec Blague à part sur Canal+.
Il est le fils du réalisateur Claude Barma et le frère de la productrice de télévision Catherine Barma.

## Filmographie
- 2000/2001 : Blague à part - Canal+ - 2e et 3e saisons.
- 2002 : Le Pied - Court-métrage.
- 2003 : Avocats et Associés - France 2 - 4 épisodes.
- 2004 : Sœur Thérèse.com - TF1.
- 2005 : Central Nuit - France 2 - Saison 5.
- 2006 : Central Nuit - France 2 - Saison 6.
- 2008 :
  - Le juge est une femme - TF1- 2 épisodes.
  - Sale Timing - Court-métrage.
- 2009 : Section de recherches - TF1 - 2 épisodes.
- 2010 :
  - Les Bleus, premiers pas dans la police - M6 - 3 épisodes.
  - Section de recherches - TF1 - 2 épisodes.
- 2011 : Trafics - France 2 - Saison 1.
- 2015 : La Clinique du Docteur H - France 3.
- 2015/2016 : La stagiaire - France 3.
- 2016 : Candice Renoir - France 2.
- 2017 : Lebowitz contre Lebowitz - France 2.
- 2017/2019 : Les Rivières Pourpres (saison 1 & 2) - France 2.
- 2018 : Candice Renoir - France 2.
- 2019 :
  - Examen de conscience - France 2  (réalisateur et co-scénariste).
  - Amours à mort (téléfilm collection : Meurtres à...).
- 2021 :
  - Harcelés, téléfilm M6.
  - Meurtres à Figeac, (téléfilm collection : Meurtres à…) France 3.
- 2022 : Année Zéro - mini-série M6.

## Autres activités
- Coproducteur du court-métrage Sale Timing avec sa société Job Productions.
- Court métrage produit par Kouba & Job Productions.
- Scénariste de nombreux projets optionnés dont certains en développement.

## Récompenses
- Prix d'interprétation féminine au Festival de Valloire en 2009.
- Prix d'interprétation masculine au Festival ECU en 2009.
- Mention Spéciale du Jury au Festival I've seen Films en 2009.